# Titularbistum Luperciana
Luperciana ist ein Titularbistum der römisch-katholischen Kirche.
Es geht zurück auf einen untergegangenen Bischofssitz in der gleichnamigen antiken Stadt, die in der römischen Provinz Africa proconsularis (heute nördliches Tunesien) lag. Der Bischofssitz war der Kirchenprovinz Karthago zugeordnet.
| Titularbischöfe von Luperciana |                                    |                                                      |                  |                    |
| Nr.                            | Name                               | Amt                                                  | von              | bis                |
| 1                              | Martín Legarra Tellechea OAR       | Prälat von Bocas del Toro (Panama)                   | 18. März 1965    | 3. April 1969      |
| 2                              | Albert Vincent D’Souza             | emeritierter Erzbischof von Kalkutta (Indien)        | 29. Mai 1969     | 11. Januar 1971    |
| 3                              | Thomas Nkuissi                     | Apostolischer Administrator von Nkongsamba (Kamerun) | 29. Januar 1973  | 15. November 1978  |
| 4                              | Zithulele Patrick Mvemve           | Weihbischof in Johannesburg (Südafrika)              | 10. März 1986    | 26. März 1994      |
| 5                              | Leonardus Dobbelaar CM             | Apostolischer Vikar von Nekemte (Äthiopien)          | 10. Juni 1994    | 21. März 2008      |
| 6                              | João Evangelista Pimentel Lavrador | Weihbischof in Porto (Portugal)                      | 7. Mai 2008      | 29. September 2015 |
| 7                              | Miguel Ayuso Guixot MCCJ           | Kurienbischof                                        | 29. Januar 2016  | 5. Oktober 2019    |
| 8                              | Michael Saporito                   | Weihbischof in Newark                                | 27. Februar 2020 |                    |